# Medan Satria
Medan Satria is een bestuurslaag in de stadsgemeente Kota Bekasi van de provincie West-Java, Indonesië. Medan Satria telt 28.904 inwoners (volkstelling 2010).